# جبل آرة
جبل آرة، جبل في منطقة المدينة المنورة، يقابل جبل قدس، أحمر اللون، ومن أشمخ الجبال، تنبع من جوانبه عيون، على كل عين قرية، فمنها: الفرع، وأم العيال، والمضيق، والمحضة، والوبرة، والفغوة، تكتنف آرةَ من جميع جوانبه، وفي كل هذه القرى نخيل، وتبعد عن السُّقْيا على ثلاث مراحل، من عن يسارها مطلع الشَّمسِ، وواديها يصُبُّ في الأبواء ثم في ودَّان.

## التاريخ
ما ذكرة المؤرخون

### البکري الاندلسي
قال البکري الاندلسي
.«قال مزرّد بن ضرار لكعب بن زهير: 
ورواه ابن دريد: وأنت امرؤ من أهل قدس أوارة، على الإضافة.
وقال: قدس هذا الجبل: يعرف بقدس أوارة. وهذا وهم منه، لأنّ أوارة لبنى تميم غير شكّ من بلاد اليمامة، وإنما هو من أهل قدس وآرة؛ فقدس لمزبنة، وآرة لجهينة. وقال يعقوب: هما لجهينة. وقوله أحلّتك عبد اللّه: يعنى عبد اللّه بن غطفان. ومبهل: لهم. وقال يعقوب ابن السّكّيت: هما مبهلان: واديان يتماشيان من بين ذى العشيرة، وبين الحاجر، حتّى يفرغان في الرّمّة، كثير حمضهما، وهما لعبد اللّه بن غطفان. قال:
رهمان: واد أيضا يماشيهما. نقلت ذلك من خطّ يعقوب. وآرة التى ذكر:
جبل شامخ، يقابل قدسا الأسود، من عن يسار الطريق، وقال يعقوب:
قدس وآرة: لجهينة، بين حرة بنى سليم وبين المدينة.
وقال السّكونى: ينفجر من جوانب آرة عيون، على كلّ عين قرية.
فمنها قرية غنّاء يقال لها الفرع، وهي لقريش والأنصار ومزينة. ومنها قرية يقال لها المضيق، وقرية يقال لها المحضة، وقرية يقال لها خضرة، وقرية الفعو، يكتنف هذه القرى آرة من جميع جوانبها. وفي هذه القرى نخل وزرع، وهى من السّقيا على ثلاث مراحل، عن يسار مطلع الشمس، وواديها يصبّ في الأبواء، ثم في ودّان؛ وودّان: من أمّهات القرى، لضمرة وكنانة وغفار وفهر قريش، ثم في الطّريقة ، وهى قرية ليست بالكبيرة على شاطئ البحر.
واسم وادى آرة حقيل، وقرية يقال لها خلص، وأخرى يقال لها ونعان.
قال الشاعر: 
.»

### ياقوت الحموي
قال ياقوت الحموي
«قال ابن دريد قدس أوارة جبل معروف وأنشد الآمدي للبغيت الجهني وهو شاعر وفتاك من فتاك العرب في الجاهلية 
قال الأزهري قدس وآرة جبلان لمزينة وهما معروفان بحذاء سقيا مزينة.»

### عبد المؤمن البغدادي
قال عبد المومن البغدادي
«و قدس أوارة: جبل معروف. وقيل: هما جبلان لمزينة معروفان. قيل بالحجاز جبلان يقال لهما قدس الأبيض وقدس الأسود عند ورقان، يقطع بين ورقان والأبيض عقبة يقال لها حمت، وهما جميعا لمزينة.»